# Carl Johan Fagerström
Carl Johan Fagerström, född 4 mars 1751 i Saarenpää, Lillkyro socken död 15 april 1799 i Stockholm, var en svensk advokat, riksdagsledamot och borgmästare i Vasa och Uleåborg.
Carl Johan Fagerström var son till regementspastorn vid Österbottens regemente Carl Fagerström. Han blev student vid österbottniska nationen vid Åbo universitet 1766 och blev 1769 filosofie magister där. 1770-1775 var Fagerström auskultant vid Åbo hovrätt och därefter vice landssekreterare i Vasa län 1776-1777. 1776 blev han auskultant och vice notarie vid Vasa hovrätt, 1779 borgmästare i Vasa och 1788 borgmästare i Uleåborg. Under 1790 var Fagerström adjungerad ledamot av Vasa hovrätt. Han var ledamot av borgarståndet vid Sveriges riksdag för Vasa stad 1786 och för Uleåborgs stad 1789 och 1790. Under sin riksdagstid var han ledamot av allmänna besvärsutskottet, kansliutskottet, privilegieutskottet samt bevillnings- och krigsgärdsutskottet 1789 samt av hemliga utskottet 1792. Från 1792 till sin död var han fullmäktig i Riksgäldskontoret. Fagerström var förordnad till aktör i målet om Gustav III:s mord 1792 och ledamot av Rikets ärenders allmänna beredning 1792-1793.